# 京都からすま病院
京都からすま病院（きょうとからすまびょういん）は、京都府京都市北区にある、医療機関。京都警察病院が京都桂病院などを運営する京都社会事業財団に事業譲渡し設立された。

## 診療科
- 内科
- 外科
- 整形外科
- 婦人科
- 放射線科
- リハビリテーション科

## 医療機関の指定等
- 保険医療機関
- 労災保険指定医療機関
- 生活保護法取扱指定医療機関

## 交通アクセス
- 京都市営地下鉄烏丸線北大路駅1番出口より徒歩3分。